# مانشستر (تينيسي)
مانشستر (بالإنجليزية: Manchester, Tennessee)‏ هي مدينة تقع بولاية تينيسي في وسط شرق الولايات المتحدة. تبلغ مساحة هذه المدينة 28.6 (كم²)، وترتفع عن سطح البحر 323 م، بلغ عدد سكانها 10102 نسمة في عام 2010 حسب إحصاء مكتب تعداد الولايات المتحدة وتصل الكثافة السكانية فيها نسمة/كم2.

## وصلات خارجية
- http://www.cityofmanchestertn.com
- The US50 - Cities and Towns in Tennessee State